# Sara Saito
Sara Saito (ur. 3 października 2006) – japońska tenisistka, finalistka juniorskiego French Open 2023 w grze podwójnej.

## Kariera tenisowa
W karierze zwyciężyła w trzech turniejach singlowych rangi ITF. 16 grudnia 2024 zajmowała najwyższe miejsce w rankingu singlowym WTA Tour – 150. pozycję, natomiast 18 marca 2024 osiągnęła najwyższą pozycję w rankingu deblowym – 484. miejsce.

## Finały turniejów ITF
| turnieje z pulą nagród 100 000 $ (W100)  |
| turnieje z pulą nagród 80 000 $ (W80)    |
| turnieje z pulą nagród 60 000 $ (W75)    |
| turnieje z pulą nagród 40 000 $ (W50)    |
| turnieje z pulą nagród 25/30 000 $ (W35) |
| turnieje z pulą nagród 15 000 $ (W15)    |

### Gra pojedyncza 5 (3–2)
| Rezultat     |    | Data       | Turniej    | ($)     | Naw.          | Przeciwniczka    | Wynik         |
| Zwyciężczyni | 1. | 08/10/2023 | Makinohara | 25 000  | Dywanowa      | Thasaporn Naklo  | 6:4, 6:3      |
| Finalistka   | 1. | 07/01/2024 | Nonthaburi | 40 000  | Twarda        | Antonia Ružić    | 1:6, 3:6      |
| Finalistka   | 2. | 04/02/2024 | Burnie     | 60 000  | Twarda        | Priscilla Hon    | 3:6, 0:6      |
| Zwyciężczyni | 2. | 16/06/2024 | Biarritz   | 100 000 | Ceglana       | Margaux Rouvroy  | 5:7, 6:3, 6:3 |
| Zwyciężczyni | 3. | 16/03/2025 | Kioto      | 40 000  | Twarda (hala) | Himeno Sakatsume | 6:4, 7:6(2)   |

## Finały juniorskich turniejów wielkoszlemowych

### Gra podwójna (0–3)
| Końcowy wynik | Rok  | Turniej         | Nawierzchnia | Partnerka        | Przeciwniczki                        | Wynik finału      |
| Finalistka    | 2023 | Australian Open | Twarda       | Hayu Kinoshita   | Renáta Jamrichová Federica Urgesi    | 6:7(5), 6:1, 7–10 |
| Finalistka    | 2023 | French Open     | Ceglana      | Alina Korniejewa | Tyra Caterina Grant Clervie Ngounoue | 3:6, 2:6          |
| Finalistka    | 2023 | US Open         | Twarda       | Nanaka Sato      | Mara Gae Anastasija Gurjewa          | 6:1, 5:7, 8–10    |